# Oz: Wielki i potężny
Oz: Wielki i potężny (ang. Oz the Great and Powerful) – amerykański film fantasy z 2013 roku w reżyserii Sama Raimi. Wyprodukowany przez Walt Disney Pictures. Film został zainspirowany postacią Czarnoksiężnika z Krainy Oz z powieści Franka Bauma.
Światowa premiera filmu miała miejsce 8 marca 2013 roku. Tego samego dnia premiera odbyła się w Polsce.

## Opis fabuły
Naciągacz, iluzjonista i niepoprawny kobieciarz Oscar Diggs (James Franco), znany jako Oz, przemierza Stany Zjednoczone z wędrownym cyrkiem. Po jednym z występów ucieka balonem przed oszukanymi przez niego ludźmi i nagle przenosi się z Kansas do magicznej Krainy Oz, gdzie spotyka piękną czarownicę Theodorę (Mila Kunis). Kobieta wierzy, że cyrkowiec jest czarnoksiężnikiem z prastarej przepowiedni, dzięki któremu w baśniowym świecie zapanuje szczęście i radość. Wraz z latającą małpką Frankiem i porcelanową lalką zmierzają do Szmaragdowego Grodu, gdzie na Oscara czeka tron, skarbiec pełen złota i tajemnicza siostra Theodory, czarownica Evanora (Rachel Weisz). Magikowi wydaje się, że wygrał los na loterii, ale zanim zdobędzie bogactwa i koronę, musi zwyciężyć potężną wiedźmę. Służące jej skrzydlate potwory i ogromni żołnierze terroryzują Krainę Oz. Mężczyzna zgadza się wypełnić proroctwo i pokonać złe moce. Najpierw jednak musi się zorientować i zobaczyć w kim będzie miał sprzymierzeńców, a która ze spotkanych postaci sprowadzi na niego niebezpieczeństwo. Okazuje się bowiem, że nie wszyscy nowi znajomi mówią prawdę. Wykorzystując kuglarskie sztuczki i nieco prawdziwej magii, Oscar rzeczywiście staje się potężnym magiem. A walka w obronie mieszkańców królestwa zmieni go na zawsze.
UWAGA: film jest prequelem Czarnoksiężnika z Oz z 1939 roku.

## Obsada
- James Franco jako Oscar „Oz” Zoroaster Fantrigk Isaac Norman Henkel Emmanuel Ambrose Diggs
- Mila Kunis jako Theodora Wspaniałomyślna (Dobra czarownica z Północy, później Zła czarownica z Zachodu)
- Rachel Weisz jako Evanora (Zła czarownica ze Wschodu)
- Michelle Williams jako Annie / Gliwia (Dobra czarownica z Południa)
- Zach Braff jako Finley / Frank (głos)
- Joey King jako Chinka (głos) / dziewczyna na wózku inwalidzkim
- Tim Holmes jako siłacz
- Bill Cobbs jako mistrz Tinker
- Tony Cox jako Knuck
- Abigail Spencer jako May
- Bruce Campbell jako Wink, strażnik bramy

## Wersja polska
- Antoni Pawlicki – Oz
- Agnieszka Więdłocha – Theodora / Zła Czarownica z Zachodu
- Magdalena Różczka – Evanora
- Marieta Żukowska – Anna / Gliwia
- Jacek Braciak – Frank / Franek
- Marcin Troński – Cechmistrz
- Magdalena Wasylik – Dziewczynka na wózku / Porcelanka
- Mieczysław Morański – Dąsal
- Anna Wendzikowska – May